# Tsaganomyidae
Tsaganomyidae — вимерла родина гризунів з Азії. Він містить три роди. Цаганоміїди, як правило, вважаються спорідненими з Hystricognathi. Члени Tsaganomyidae були рийними гризунами, які, ймовірно, використовували свої різці, щоб копати, як деякі живі слепи.

## Характеристики
Цаганоміїди мали протрогоморфну вилично-жвачну систему, гістрикогнатну нижню щелепу та багаторядну емаль у різцях.